# 青春美少女
青春美少女，中國大陸演唱組合，成立于1995年，隸屬于北京青春鳥影視藝術發展中心。成員由五位少女組成，是中國大陸第一個女子歌舞組合，歷經四代。

## 成員變化
|                                  | 日期          | 成員變動                                                                                          |
| -------------------------------- | ------------- | ------------------------------------------------------------------------------------------------- |
| 第一代 （1995年9月-1999年5月）   | 1995年9月     | 刘滢、蒋中一、辛莘、李岩、胡晶組成青春美少女                                                      |
| 第一代 （1995年9月-1999年5月）   | 成員          | 刘滢、蒋中一、辛莘、李岩、胡晶                                                                    |
| 第一代 （1995年9月-1999年5月）   | 1997年        | 胡晶赴日發展，倪妮加入                                                                            |
| 第一代 （1995年9月-1999年5月）   | 成員          | 刘滢、蔣中一、辛莘、李岩、倪妮                                                                    |
| 第一代 （1995年9月-1999年5月）   | 1998年9月     | 蔣中一退出，胡晶歸隊                                                                              |
| 第一代 （1995年9月-1999年5月）   | 成員          | 刘滢、辛莘、李岩、胡晶、倪妮                                                                      |
| 第一代解散                       | 1999年5月6日  | 第一代五人退出青春美少女，第一代青春美少女解散                                                    |
| 第二代 （1999年5月-1999年9月）   | 1999年5月     | 张之夏、王倩、王多、李玉伶、张蓓妮五人組成第二代青春美少女                                        |
| 第二代 （1999年5月-1999年9月）   | 成員          | 张之夏、王倩、王多、李玉伶、张蓓妮                                                                |
| 第二代解散                       | 1999年9月22日 | 張之夏、王多、李玉伶忽然宣佈退出青春美少女，第二代青春美少女解散                                  |
| 第三代 （1999年10月-2003年10月） | 1999年10月1日 | 李娜、張越、劉丹鳳加入並組成第三代青春美少女                                                      |
| 第三代 （1999年10月-2003年10月） | 成員          | 李娜、張越、劉丹鳳、王倩、张蓓妮                                                                  |
| 第三代解散                       | 2003年10月    | 大唐經濟公司通過“青春美少女大賽”選出5位新人代替年齡已大的第三代，推出第四代，第三代青春美少女解散 |
| 第四代 （2003年10月-至今）       | 2003年5月     | 苏日娜、萨妮娅、张如意、吕千慧、刘莎莎五人組成第四代青春美少女                                    |
| 第四代 （2003年10月-至今）       | 成員          | 苏日娜、萨妮娅、张如意、吕千慧、劉莎莎                                                            |

## 歷史

### 創立
1995年1月，青春鸟公司召集中國大陸的12家省级电视台举办首届中日青少年歌手电视友好邀请赛，並從中選拔優秀參賽者。1995年9月，青春鳥公司選拔並正式创建青春美少女組合，并開始为其包装制作和培训。

### 第一代
1996年6月，“中央電視臺96亚洲少年歌手电视邀请赛”，青春美少女首次亮相。1999年5月6日，第一代5人退出團體，之後的官司問題使青春鸟公司与青春美少女登上中国娱乐界的头条新闻。

### 第二代
1999年5月，风波过后青春鸟公司收到矚目，数万名青少年朋友纷纷报名应试，强烈呼吁在捍卫青春美少女这一组合名牌並推出新的少男少女组台，青春鸟公司趁勢推出了青春美少女”第二代”，第二代青春美少女組合保持了中国大陆第一组合的位置，其打榜歌曲《新世纪女孩》一度登上了全国原创歌曲总评榜第一名。
1999年9月22日晚上，“第二代”三位成員忽然宣佈退出，导致央视为该组合准备的国庆50周年文艺晚会面临断档。

### 第三代
1999年10月1日，青春鳥公司緊急下推出新人代替，組成青春美少女“第三代”。2003年5月，著名经纪人大唐先生 成为“青春美少女”经纪人。

### 第四代
2003年10月，大唐经纪公司通过“青春美少女大赛”选拔出5位新人代替年龄已大的第三代，推出“第四代”青春美少女組合。

## 專輯
- 1998年，《“青春美少女”合輯》（歌曲合集）
  - 包括《讓我們盪起雙槳》、《青春鳥》、《太陽》、《彎彎的月亮》、《怕星星逃脫》（蔣中一獨唱）等歌曲
- 1998年，《快乐宝贝》（囯語專輯）
- 1999年，《新世纪女孩》（單曲EP）
- 1999年，《Happy Baby》（囯語專輯）
- 2000年，《快樂恰恰恰》（單曲EP）
- 2000年，《網絡戰士》（網絡歌曲）
- 2003年，《音樂夢工場》（單曲EP）
- 2004年，《青春的喝彩》（囯語專輯）
- 2006年，《老爸老媽》（單曲EP）
- 2007年，《青春鳥》（單曲EP）
- 2007年，《紅蜻蜓》（舞曲）
- 2007年，《成吉思汗》（單曲EP）
- 2008年，《好好努力》（單曲EP）
- 2009年，《I Miss You》（單曲EP）

## 電視劇
- 1997年，《風雨夜歸人》
- 1997年，《家有仙妻續集》

## 寫真集
- 1996年，《青春美少女北京之摄影集》，日本德间书店發行

## 獎項及榮譽
- 1996年6月，“CCTV 96亚洲少年歌手电视邀请赛”，青春美少女首次亮相，获银奖。
- 1998年12月，获得98年度最佳组合大奖，歌曲《快乐宝贝》获得了96年第四季度十大金曲奖。
- 1999年5月，《新世紀女孩》獲全国原创歌曲总评榜第一名。
- 2000年3月，《快乐恰恰恰》获得CCTV综艺大观年度最受观众欢迎作品大奖。
- 2000年4月，國内第一首5维音乐作品《网络战土》。

## MV
- 1997年4月，赴日本拍摄《青春鳥》MTV，并举办了一系列宣传活动。
- 1997年9月，與英事达公司合作拍摄MTV《让我们荡起双浆》。
- 2009年2月15日，拍摄歌曲《I miss you》MV。

## 外部連結
大唐明星網青春美少女官方網站